# Wereldkampioenschap voetbal vrouwen onder 20 - 2018
Het Wereldkampioenschap voetbal vrouwen onder 20 van 2018 was de negende editie van het Wereldkampioenschap voetbal vrouwen onder 20. Het toernooi vond plaats van 5 augustus 2018 tot en met 24 augustus 2018 in vier stadions in Frankrijk. De zittend wereldkampioen was Noord-Korea dat twee jaar eerder Frankrijk versloeg met 3-1 in de finale. Japan won de finale van Spanje met 3-1.

## Gastlandselectie
De FIFA maakte op 6 maart 2014 bekend dat het bidproces was begonnen voor het wk 2018. De landen die interesse hadden om het toernooi te willen organiseren moesten zich voor 15 april 2014 bij de FIFA melden. Alle documenten die nodig waren voor de verdere procedure moest uiterlijk 31 oktober 2014 binnen zijn.
Bij voorkeur heeft de FIFA dat het WK 2019 en het WK 2018 onder 20 jaar door één land georganiseerd worden. Door bepaalde omstandigheden kan de FIFA besluiten om beide toernooien aan verschillende landen te geven.
Vijf landen toonden belangstelling om het toernooi te organiseren. Dit waren: Engeland, Frankrijk, Zuid-Korea, Nieuw-Zeeland en Zuid-Afrika. In oktober 2014 werd het aantal landen teruggebracht naar twee, omdat Frankrijk en Zuid-Korea de officiële documenten bij de FIFA hadden ingeleverd.
Zowel Engeland en Nieuw-Zeeland hebben hun interesse bekengemaakt voor de deadline van 15 april 2014 maar in juni 2014 werd bekendgemaakt dat beide landen niet meer in de race waren om het toernooi te mogen organiseren.
Zuid-Korea heeft interesse getoond voor de deadline van 15 april 2014, later werd er toch teruggetrokken voor het toernooi. Zowel Japan en Zweden hadden ook interesse in het 2019 toernooi, Japan heeft gekozen om te focussen op het Wereldkampioenschap rugby 2019 en de Olympische Spelen van 2020, Terwijl Zweden heeft besloten om te focussen op Europese onder-17 competities.
De volgende landen hebben voor de deadline van 31 oktober 2014 hun officiële documenten ingeleverd:
- Frankrijk[14]
- Zuid-Korea[15]

Op 19 maart 2015 werd Frankrijk officieel gekozen als organiserend land voor het WK 2019 en het WK onder de 20 in 2018.

## Gekwalificeerde teams
Zestien landen namen deel aan het eindtoernooi.
| Confederatie                                                   | Kwalficatietoernooi                                            | Gekwalificeerde land(en)            |
| -------------------------------------------------------------- | -------------------------------------------------------------- | ----------------------------------- |
| AFC (Azië)                                                     | Aziatisch voetbalkampioenschap voetbal vrouwen onder 19 - 2017 | China Japan Noord-Korea             |
| CAF (Afrika)                                                   | Kwalficatietoernooi Afrika 2018                                | Ghana Nigeria                       |
| CONCACAF (Noord- en Centraal-Amerika & Caribbean)              | Noord-Amerikaans voetbalkampioenschap vrouwen onder 20 - 2018  | Haïti Verenigde Staten Mexico       |
| CONMEBOL (Zuid-Amerika)                                        | Zuid-Amerikaans voetbalkampioenschap vrouwen onder 20 - 2018   | Brazilië Paraguay                   |
| OFC (Oceanië)                                                  |                                                                |                                     |
| Oceanisch voetbalkampioenschap voetbal vrouwen onder 19 - 2017 | Nieuw-Zeeland                                                  |                                     |
| UEFA (Europa)                                                  | Gastland                                                       | Frankrijk                           |
| UEFA (Europa)                                                  | Europees kampioenschap voetbal vrouwen onder 19 - 2017         | Duitsland Nederland Engeland Spanje |

## Stadions
- Rennes, Roazhon Park, capaciteit 29.778.
- Saint-Brieuc, Stade Fred-Aubert, capaciteit 10.600.
- Saint-Malo, Stade Marville, capaciteit 2.500.
- Vannes, Stade de la Rabine, capaciteit 6.080.

## Loting
De loting vond plaats op 8 maart 2018 om 11:00 MET (UTC+1), in het  Rennes Opera House in Rennes.

## Groepsfase
Het officiële speelschema werd op 17 januari 2018 bekendgemaakt.

### Groep A
| POS | Land          | M | W | G | V | DV | DT | DS | PT | Kwalificatie |
| --- | ------------- | - | - | - | - | -- | -- | -- | -- | ------------ |
| 1   | Frankrijk     | 3 | 2 | 1 | 0 | 9  | 1  | +8 | 7  | Kwartfinale  |
| 2   | Nederland     | 3 | 2 | 0 | 1 | 6  | 5  | +1 | 6  | Kwartfinale  |
| 3   | Ghana         | 3 | 1 | 0 | 2 | 2  | 8  | –6 | 3  |              |
| 4   | Nieuw-Zeeland | 3 | 0 | 1 | 2 | 1  | 3  | -2 | 1  |              |

|                       |               |         |                           |                                                                                          |
| 5 augustus 2018 16:30 | Nieuw-Zeeland | 1–2     | Nederland                 | Stade de la Rabine, Vannes Toeschouwers: 2.042 Scheidsrechter: Jana Adámková ( Tsjechië) |
| 5 augustus 2018 16:30 | Blake 44'     | Verslag | Kalma 28' Van Deursen 78' | Stade de la Rabine, Vannes Toeschouwers: 2.042 Scheidsrechter: Jana Adámková ( Tsjechië) |

|                       |                                             |         |                 |                                                                                            |
| 5 augustus 2018 19:30 | Frankrijk                                   | 4–1     | Ghana           | Stade de la Rabine, Vannes Toeschouwers: 4.889 Scheidsrechter: Kateryna Monzul ( Oekraïne) |
| 5 augustus 2018 19:30 | Laurent 6', 31' Fercocq 27' Baltimore 90+7' | Verslag | Owusu-Ansah 58' | Stade de la Rabine, Vannes Toeschouwers: 4.889 Scheidsrechter: Kateryna Monzul ( Oekraïne) |

|                       |                                      |     |       |                                                                                           |
| 8 augustus 2018 16:30 | Nederland                            | 4–0 | Ghana | Stade de la Rabine, Vannes Toeschouwers: 1.709 Scheidsrechter: Ri Hyang-ok ( Noord-Korea) |
| 8 augustus 2018 16:30 | Nouwen 21' Kalma 28', 32' Pelova 80' |     |       | Stade de la Rabine, Vannes Toeschouwers: 1.709 Scheidsrechter: Ri Hyang-ok ( Noord-Korea) |

|                       |           |     |               |                                                                                                |
| 8 augustus 2018 19:30 | Frankrijk | 0–0 | Nieuw-Zeeland | Stade de la Rabine, Vannes Toeschouwers: 5.031 Scheidsrechter: Lidya Tafesse Abebe ( Ethiopië) |
| 8 augustus 2018 19:30 |           |     |               | Stade de la Rabine, Vannes Toeschouwers: 5.031 Scheidsrechter: Lidya Tafesse Abebe ( Ethiopië) |

|                        |           |         |                                          |                                                                                              |
| 12 augustus 2018 16:30 | Nederland | 0–4     | Frankrijk                                | Stade Marville, Saint-Malo Toeschouwers: 2.262 Scheidsrechter: Esther Staubli ( Zwitserland) |
| 12 augustus 2018 16:30 |           | Verslag | Delabre 10', 31' (pen.), 33' Laurent 72' | Stade Marville, Saint-Malo Toeschouwers: 2.262 Scheidsrechter: Esther Staubli ( Zwitserland) |

|                        |           |        |               |                                                                                                  |
| 12 augustus 2018 16:30 | Ghana     | 1–0    | Nieuw-Zeeland | Stade Guy Piriou, Concarneau Toeschouwers: 1,056 Scheidsrechter: Edina Alves Batista ( Brazilië) |
| 12 augustus 2018 16:30 | Anima 75' | Report |               | Stade Guy Piriou, Concarneau Toeschouwers: 1,056 Scheidsrechter: Edina Alves Batista ( Brazilië) |

### Groep B
| POS | Land        | M | W | G | V | DV | DT | DS | PT | Kwalificatie |
| --- | ----------- | - | - | - | - | -- | -- | -- | -- | ------------ |
| 1   | Engeland    | 3 | 2 | 1 | 0 | 10 | 3  | +7 | 7  | Kwartfinale  |
| 2   | Noord-Korea | 3 | 2 | 0 | 1 | 5  | 5  | 0  | 6  | Kwartfinale  |
| 3   | Mexico      | 3 | 1 | 0 | 2 | 5  | 10 | -5 | 3  |              |
| 4   | Brazilië    | 3 | 0 | 1 | 2 | 4  | 6  | –2 | 1  |              |

|                       |                             |     |                 | |
| 5 augustus 2018 13:30 | Mexico                      | 3–2 | Brazilië        | Stade du Clos Gastel, Dinan-Léhon Toeschouwers: 1.127 Scheidsrechter: Esther Staubli ( Zwitserland) |
| 5 augustus 2018 13:30 | Martínez 4' Ovalle 52', 63' |     | Kerolin 6', 17' | Stade du Clos Gastel, Dinan-Léhon Toeschouwers: 1.127 Scheidsrechter: Esther Staubli ( Zwitserland) |

|                       |                |     |                            | |
| 5 augustus 2018 16:30 | Noord-Korea    | 1–3 | Engeland                   | Stade du Clos Gastel, Dinan-Léhon Toeschouwers: 1.464 Scheidsrechter: Stéphanie Frappart ( Frankrijk) |
| 5 augustus 2018 16:30 | Ja Un-yong 71' |     | Russo 31', 73' Stanway 60' | Stade du Clos Gastel, Dinan-Léhon Toeschouwers: 1.464 Scheidsrechter: Stéphanie Frappart ( Frankrijk) |

|                       |                |     |                    |                                                                                                  |
| 8 augustus 2018 13:30 | Brazilië       | 1–1 | Engeland           | Stade du Clos Gastel, Dinan-Léhon Toeschouwers: 1.981 Scheidsrechter: Melissa Borjas ( Honduras) |
| 8 augustus 2018 13:30 | Ariadina 90+2' |     | Stanway 11' (pen.) | Stade du Clos Gastel, Dinan-Léhon Toeschouwers: 1.981 Scheidsrechter: Melissa Borjas ( Honduras) |

|                       |                                    |     |            | |
| 8 augustus 2018 16:30 | Noord-Korea                        | 2–1 | Mexico     | Stade du Clos Gastel, Dinan-Léhon Toeschouwers: 1,591 Scheidsrechter: Claudia Umpiérrez ( Uruguay) |
| 8 augustus 2018 16:30 | Choe Kum-ok 14' Kim Kyong-yong 85' |     | Ovalle 12' | Stade du Clos Gastel, Dinan-Léhon Toeschouwers: 1,591 Scheidsrechter: Claudia Umpiérrez ( Uruguay) |

|                        |           |     |                                  |                                                                                                 |
| 12 augustus 2018 13:30 | Brazilië  | 1–2 | Noord-Korea                      | Stade Guy Piriou, Concarneau Toeschouwers: 1.056 Scheidsrechter: Bibiana Steinhaus ( Duitsland) |
| 12 augustus 2018 13:30 | Geyse 68' |     | Son Sun-im 44' Choe Kum-ok 90+3' | Stade Guy Piriou, Concarneau Toeschouwers: 1.056 Scheidsrechter: Bibiana Steinhaus ( Duitsland) |

|                        |                                                    |     |            |                                                                                           |
| 12 augustus 2018 13:30 | Engeland                                           | 6–1 | Mexico     | Stade Marville, Saint-Malo Toeschouwers: 1.362 Scheidsrechter: Kate Jacewicz ( Australië) |
| 12 augustus 2018 13:30 | Russo 49' Kelly 53' Hemp 62', 68', 80' Stanway 64' |     | Ovalle 37' | Stade Marville, Saint-Malo Toeschouwers: 1.362 Scheidsrechter: Kate Jacewicz ( Australië) |

### Groep C
| POS | Land             | M | W | G | V | DV | DT | DS  | PT | Kwalificatie |
| --- | ---------------- | - | - | - | - | -- | -- | --- | -- | ------------ |
| 1   | Spanje           | 3 | 2 | 1 | 0 | 7  | 3  | +5  | 7  | Kwartfinale  |
| 2   | Japan            | 3 | 2 | 0 | 1 | 7  | 1  | +6  | 6  | Kwartfinale  |
| 3   | Verenigde Staten | 3 | 1 | 1 | 1 | 8  | 3  | +5  | 4  |              |
| 4   | Paraguay         | 3 | 0 | 0 | 3 | 1  | 16 | –15 | 0  |              |

|                       |                 |     |                                   |                                                                                             |
| 6 augustus 2018 16:30 | Paraguay        | 1–4 | Spanje                            | Stade Guy Piriou, Concarneau Toeschouwers: 1.587 Scheidsrechter: Kate Jacewicz ( Australië) |
| 6 augustus 2018 16:30 | J. Martínez 62' |     | Guijarro 40', 64', 90+6' Pina 49' | Stade Guy Piriou, Concarneau Toeschouwers: 1.587 Scheidsrechter: Kate Jacewicz ( Australië) |

|                       |                  |             |       |                                                                                          |
| 6 augustus 2018 19:30 | Verenigde Staten | 0–1         | Japan | Stade Guy Piriou, Concarneau Toeschouwers: 2.332 Scheidsrechter: Gladys Lengwe ( Zambia) |
| 6 augustus 2018 19:30 |                  | Hayashi 76' |       | Stade Guy Piriou, Concarneau Toeschouwers: 2.332 Scheidsrechter: Gladys Lengwe ( Zambia) |

|                       |            |     |       |                                                                                              |
| 9 augustus 2018 16:30 | Spanje     | 1–0 | Japan | Stade Guy Piriou, Concarneau Toeschouwers: 2.332 Scheidsrechter: Kateryna Monzul ( Oekraïne) |
| 9 augustus 2018 16:30 | Menayo 16' |     |       | Stade Guy Piriou, Concarneau Toeschouwers: 2.332 Scheidsrechter: Kateryna Monzul ( Oekraïne) |

|                       |                                                 |     |          |                                                                                     |
| 9 augustus 2018 19:30 | Verenigde Staten                                | 6–0 | Paraguay | Stade Guy Piriou, Concarneau Toeschouwers: 2.117 Scheidsrechter: Qin Liang ( China) |
| 9 augustus 2018 19:30 | Smith 15', 63' DeMelo 39', 44', 78' Sanchez 46' |     |          | Stade Guy Piriou, Concarneau Toeschouwers: 2.117 Scheidsrechter: Qin Liang ( China) |

|                        |                        |     |                      |                                                                                        |
| 13 augustus 2018 13:30 | Spanje                 | 2-2 | Verenigde Staten     | Stade du Clos Gastel, Dinan-Léhon Scheidsrechter: Anna-Marie Keighley ( Nieuw-Zeeland) |
| 13 augustus 2018 13:30 | Guijarro 7' García 42' |     | Smith 83' DeMelo 87' | Stade du Clos Gastel, Dinan-Léhon Scheidsrechter: Anna-Marie Keighley ( Nieuw-Zeeland) |

|                        |                                            |     |          |                                                                    |
| 13 augustus 2018 13:30 | Japan                                      | 6-0 | Paraguay | Stade de la Rabine, Vannes Scheidsrechter: Gladys Lengwe ( Zambia) |
| 13 augustus 2018 13:30 | Takarada 5', 18', 61' Ueki 44', 45+3', 60' |     |          | Stade de la Rabine, Vannes Scheidsrechter: Gladys Lengwe ( Zambia) |

### Groep D
| POS | Land      | M | W | G | V | DV | DT | DS | PT | Kwalificatie |
| --- | --------- | - | - | - | - | -- | -- | -- | -- | ------------ |
| 1   | Duitsland | 3 | 3 | 0 | 0 | 6  | 2  | +4 | 9  | Kwartfinale  |
| 2   | Nigeria   | 3 | 1 | 1 | 1 | 2  | 2  | 0  | 4  | Kwartfinale  |
| 3   | China     | 3 | 1 | 1 | 1 | 3  | 4  | -1 | 4  |              |
| 4   | Haïti     | 3 | 0 | 0 | 3 | 3  | 6  | –3 | 0  |              |

|                       |         |             |           |                                                                                                   |
| 6 augustus 2018 13:30 | Nigeria | 0–1         | Duitsland | Stade Marville, Saint-Malo Toeschouwers: 823 Scheidsrechter: Anna-Marie Keighley ( Nieuw-Zeeland) |
| 6 augustus 2018 13:30 |         | Sanders 69' |           | Stade Marville, Saint-Malo Toeschouwers: 823 Scheidsrechter: Anna-Marie Keighley ( Nieuw-Zeeland) |

|                       |                     |     |                                |                                                                                                |
| 6 augustus 2018 16:30 | Haïti               | 1–2 | China                          | Stade Marville, Saint-Malo Toeschouwers: 2.015 Scheidsrechter: Edina Alves Batista ( Brazilië) |
| 6 augustus 2018 16:30 | Mondésir 78' (pen.) |     | Zhao Yujie 13' Shen Mengyu 46' | Stade Marville, Saint-Malo Toeschouwers: 2.015 Scheidsrechter: Edina Alves Batista ( Brazilië) |

|                       |                        |     |       |                                                                                             |
| 9 augustus 2018 13:30 | Duitsland              | 2–0 | China | Stade Marville, Saint-Malo Toeschouwers: 1.194 Scheidsrechter: Carol Anne Chenard ( Canada) |
| 9 augustus 2018 13:30 | Gwinn 31' Freigang 40' |     |       | Stade Marville, Saint-Malo Toeschouwers: 1.194 Scheidsrechter: Carol Anne Chenard ( Canada) |

|                       |       |                    |         |                                                                                          |
| 9 augustus 2018 16:30 | Haïti | 0–1                | Nigeria | Stade Marville, Saint-Malo Toeschouwers: 1.801 Scheidsrechter: Jana Adámková ( Tsjechië) |
| 9 augustus 2018 16:30 |       | Ajibade 36' (pen.) |         | Stade Marville, Saint-Malo Toeschouwers: 1.801 Scheidsrechter: Jana Adámková ( Tsjechië) |

|                        |                                 |     |                   |                                                                                                |
| 13 augustus 2018 16:30 | Duitsland                       | 3-2 | Haïti             | Stade de la Rabine, Vannes Toeschouwers: 2.752 Scheidsrechter: Lidya Tafesse Abebe ( Ethiopië) |
| 13 augustus 2018 16:30 | Freigang 18' Kögel 49' Bühl 60' |     | Mondésir 63', 73' | Stade de la Rabine, Vannes Toeschouwers: 2.752 Scheidsrechter: Lidya Tafesse Abebe ( Ethiopië) |

|                        |                  |     |                          | |
| 13 augustus 2018 16:30 | China            | 1-1 | Nigeria                  | Stade du Clos Gastel, Dinan-Léhon Toeschouwers: 1.534 Scheidsrechter: Stéphanie Frappart ( Frankrijk) |
| 13 augustus 2018 16:30 | Zhang Linyan 41' |     | Dou Jiaxing 90+5' (e.d.) | Stade du Clos Gastel, Dinan-Léhon Toeschouwers: 1.534 Scheidsrechter: Stéphanie Frappart ( Frankrijk) |

## Eindronde

### Kwartfinales
|                        |                            |     |          |                                                                                     |
| 16 augustus 2018 16:00 | Spanje                     | 2-1 | Nigeria  | Stade Guy Piriou, Concarneau Toeschouwers: 1.829 Scheidsrechter: Qin Liang ( China) |
| 16 augustus 2018 16:00 | Bonmatí 13' Guijarro 45+2' |     | Efih 57' | Stade Guy Piriou, Concarneau Toeschouwers: 1.829 Scheidsrechter: Qin Liang ( China) |

|                        |                    |     |             |                                                                                               |
| 16 augustus 2018 19:30 | Frankrijk          | 1-0 | Noord-Korea | Stade Guy Piriou, Concarneau Toeschouwers: 2,462 Scheidsrechter: Carol Anne Chenard ( Canada) |
| 16 augustus 2018 19:30 | Delabre 29' (pen.) |     |             | Stade Guy Piriou, Concarneau Toeschouwers: 2,462 Scheidsrechter: Carol Anne Chenard ( Canada) |

|                        |                  |     |            |                                                                                           |
| 17 augustus 2018 16:00 | Engeland         | 2-1 | Nederland  | Stade de la Rabine, Vannes Toeschouwers: 2.737 Scheidsrechter: Ri Hyang-ok ( Noord-Korea) |
| 17 augustus 2018 16:00 | Stanway 20', 23' |     | Pelova 12' | Stade de la Rabine, Vannes Toeschouwers: 2.737 Scheidsrechter: Ri Hyang-ok ( Noord-Korea) |

|                        |           |     |                                |                                                                                                |
| 17 augustus 2018 19:30 | Duitsland | 1-3 | Japan                          | Stade de la Rabine, Vannes Toeschouwers: 3.211 Scheidsrechter: Edina Alves Batista ( Brazilië) |
| 17 augustus 2018 19:30 | Minge 82' |     | Endo 59' Ueki 70' Takarada 73' | Stade de la Rabine, Vannes Toeschouwers: 3.211 Scheidsrechter: Edina Alves Batista ( Brazilië) |

### Halve finales
|                        |          |                   |       |                                                                                             |
| 20 augustus 2018 16:00 | Engeland | 0-2               | Japan | Stade de la Rabine, Vannes Toeschouwers: 2.807 Scheidsrechter: Claudia Umpierrez ( Uruguay) |
| 20 augustus 2018 16:00 |          | Ueki 22' Endo 27' |       | Stade de la Rabine, Vannes Toeschouwers: 2.807 Scheidsrechter: Claudia Umpierrez ( Uruguay) |

|                        |           |              |        |                                                                                           |
| 20 augustus 2018 19:30 | Frankrijk | 0-1          | Spanje | Stade de la Rabine, Vannes Toeschouwers: 5.324 Scheidsrechter: Melissa Borjas ( Honduras) |
| 20 augustus 2018 19:30 |           | Guijarro 51' |        | Stade de la Rabine, Vannes Toeschouwers: 5.324 Scheidsrechter: Melissa Borjas ( Honduras) |

### Wedstrijd om 3e/4e plaats
|                        |                    |                          |             |                                                                                        |
| 24 augustus 2018 16:00 | Frankrijk          | 1–1 2-4 na strafschoppen | Engeland    | Stade de la Rabine, Vannes Toeschouwers: 4.706 Scheidsrechter: Gladys Lengwe ( Zambia) |
| 24 augustus 2018 16:00 | Laurent 68' (pen.) |                          | Stanway 46' | Stade de la Rabine, Vannes Toeschouwers: 4.706 Scheidsrechter: Gladys Lengwe ( Zambia) |

### Finale
|                        |             |     |                                      |                                                                                                |
| 24 augustus 2018 19:30 | Spanje      | 1–3 | Japan                                | Stade de la Rabine, Vannes Toeschouwers: 5.409 Scheidsrechter: Stéphanie Frappart ( Frankrijk) |
| 24 augustus 2018 19:30 | Andújar 71' |     | Miyazawa 38' Takarada 57' Nagano 65' | Stade de la Rabine, Vannes Toeschouwers: 5.409 Scheidsrechter: Stéphanie Frappart ( Frankrijk) |